# Šapira (Tel Aviv)

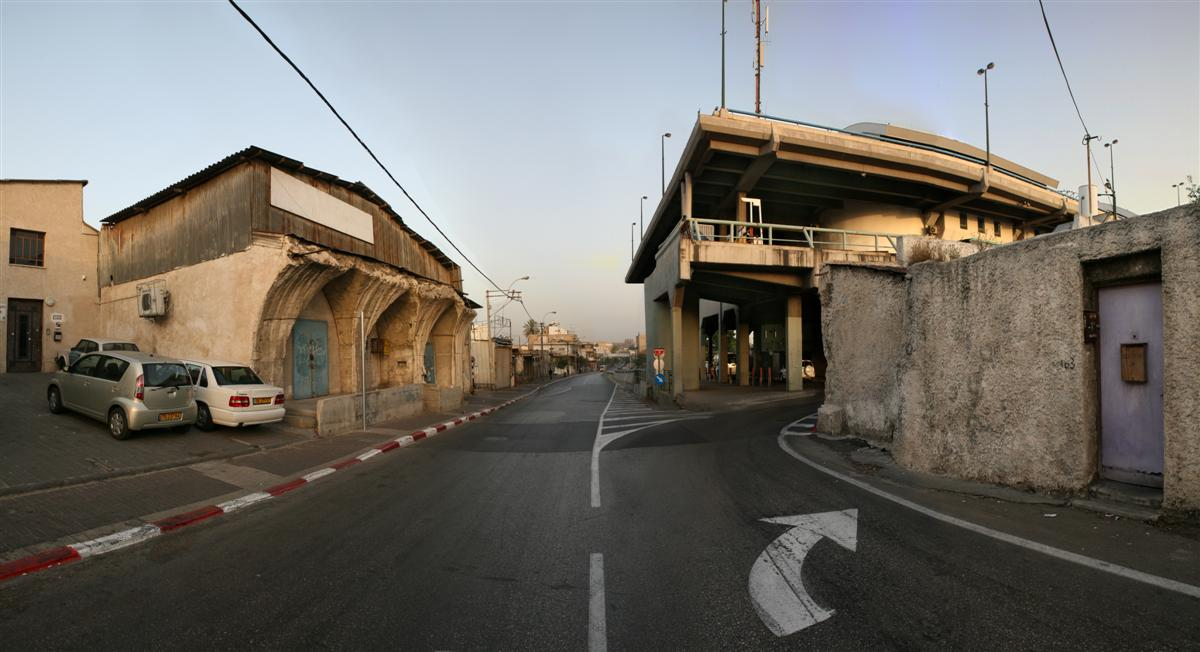
Zástavba v čtvrti Šapira, ulice Salame a zadní trakt Telavivského centrálního autobusového nádraží

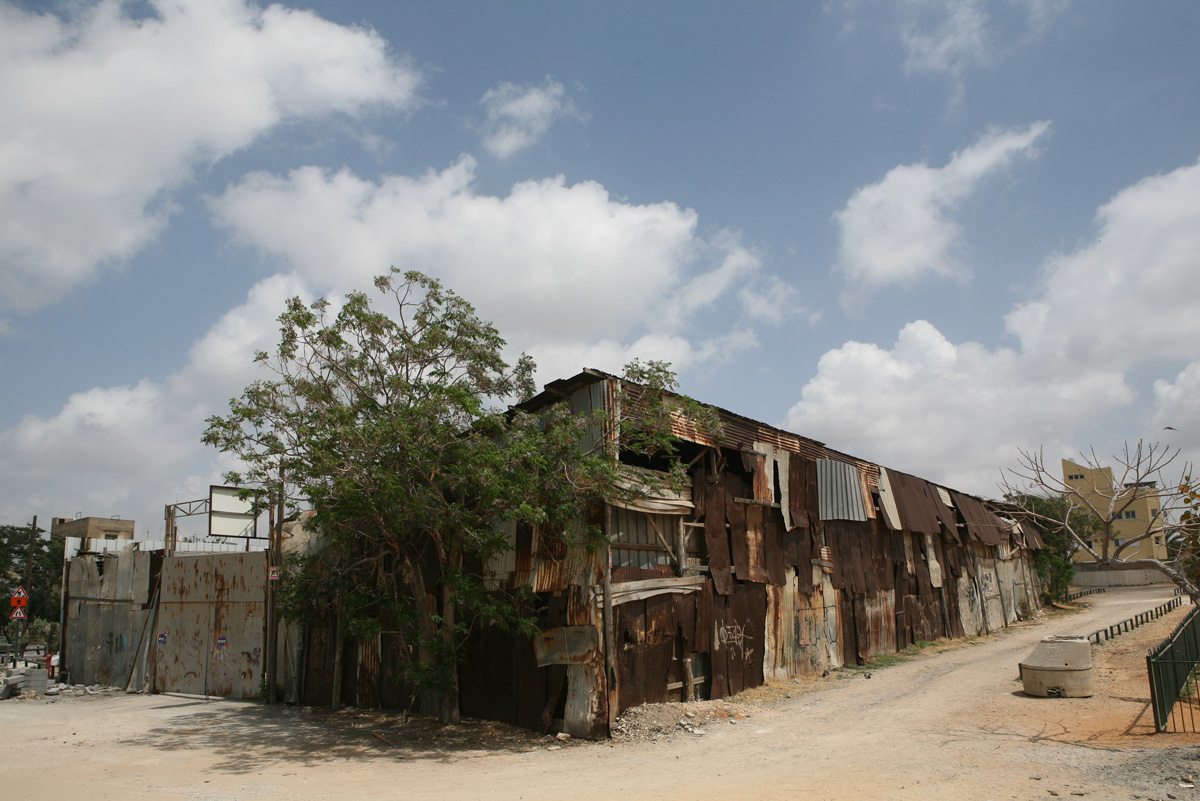
Nouzová zástavba v čtvrti Šapira, ulice More Nevuchim

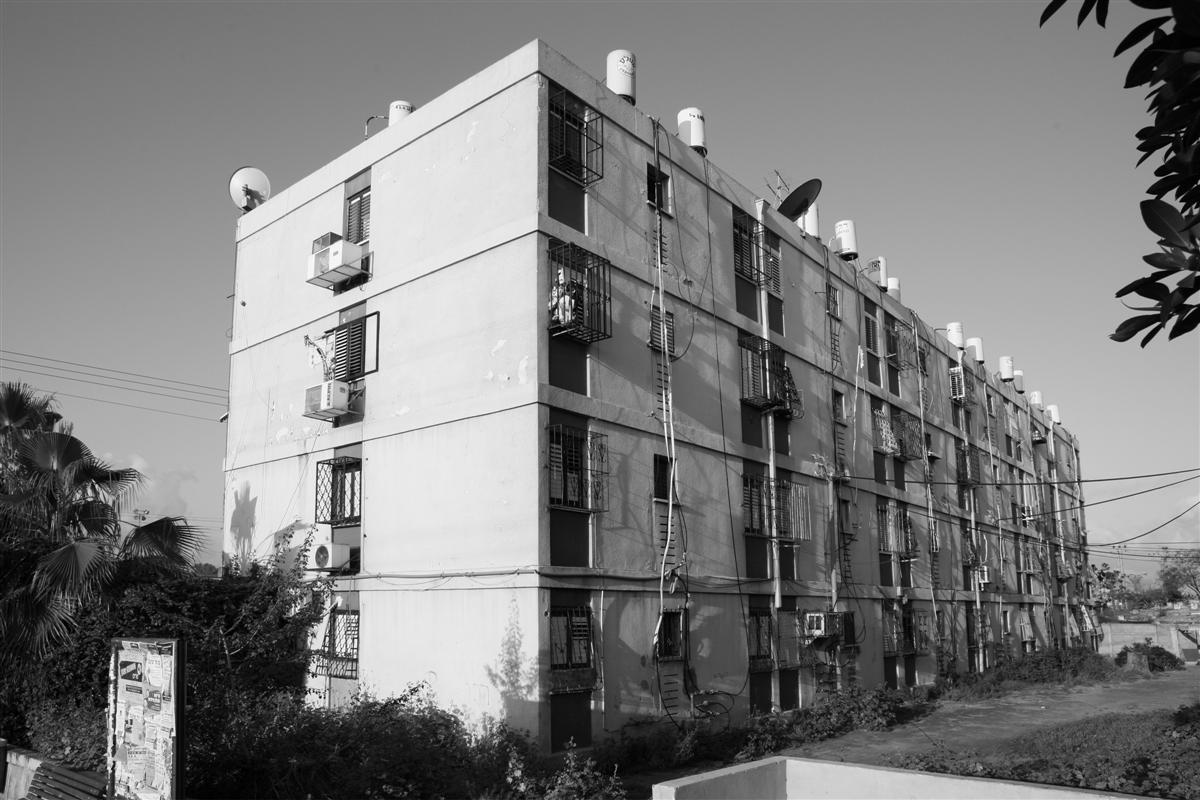
Zástavba v čtvrti Šapira, ulice Misalant

Šapira (hebrejsky: שפירא) je čtvrť v jižní části Tel Avivu v Izraeli. Je součástí správního obvodu Rova 8 a samosprávné jednotky Rova Darom.

## Geografie
Leží na jižním okraji Tel Avivu, cca 3 kilometry od pobřeží Středozemního moře, v nadmořské výšce okolo 30 metrů. Dopravní osou je takzvaná Ajalonská dálnice dálnice číslo 20, která probíhá po východním okraji čtvrtě, společně s železniční tratí (stojí tu železniční stanice Tel Aviv ha-Hagana) a tokem Nachal Ajalon. Na jihu s ní sousedí čtvrť Šim'on a dál k jihu Kirjat Šalom, na severozápadě Florentin, na severovýchodě Neve Ša'anan, na západě Giv'at Herzl. Na jihozápad od čtvrti se rozkládají rozsáhlé parkové areály v lokalitě bývalé arabské vesnice Abu Kabir.

## Popis čtvrti
Plocha čtvrti je vymezena na severu třídou Derech Šlomo, na jihu Kibuc Galujot, na východě dálnicí číslo 20 a na západě ulicí Schocken. Zástavba má charakter husté blokové městské výstavby. V roce 2007 tu žilo 9054 lidí.  Na severním okraji čtvrti stojí areál Telavivského centrálního autobusového nádraží.